# Fiat Córdoba

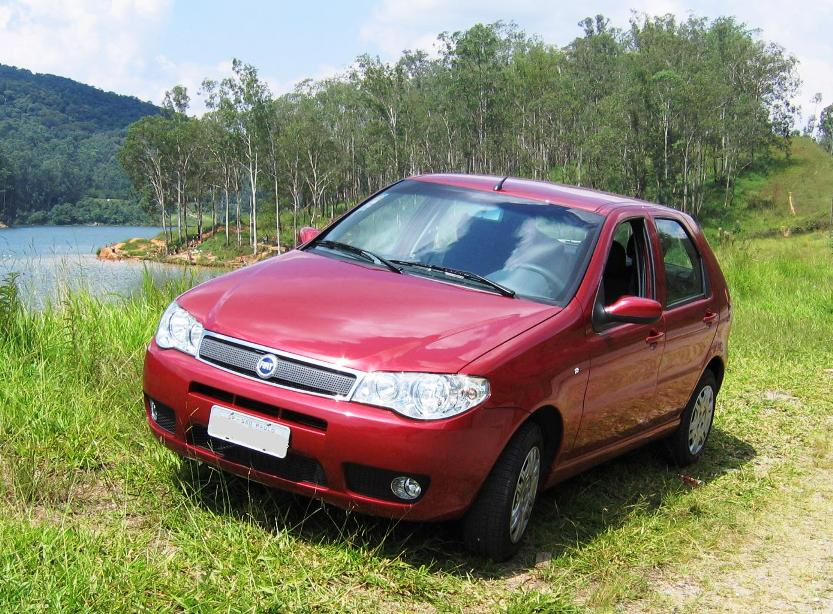
Fiat Palio HLX de 3.ª generación.

Fiat Córdoba es una fábrica de automóviles de Fiat Group Automobiles en Córdoba (Argentina) inaugurada en 1996. Actualmente tiene una capacidad productiva de 140.000 unidades/año y ocupa una superficie de 820.000 m² de los cuales 276.000 están cubiertos. 

## Historia
El primer vehículo Fiat producido en Argentina fue un 600 D el 8 de abril de 1960 en la antigua planta de Caseros. Posteriormente se unieron las plantas de El Palomar y Berazategui produciendo en total en este período otros once modelos y sus respectivas variantes. Si bien todas estas plantas cesaron su producción, en junio de 1995 comenzaron las obras de construcción del nuevo complejo de Córdoba, con una inversión de 600 millones de dólares estadounidenses de la época. En tan solo 18 meses las obras finalizaron y el 20 de diciembre de 1996 fue inaugurado el nuevo complejo industrial de Córdoba. Disponía de una capacidad productiva inicial de 120.000 unidades al año en tres turnos. La planta inicia su producción con la fabricación en exclusiva mundial de la primera generación del Fiat Siena, al que se sumaron posteriormente el Fiat Palio, Fiat Uno y Fiat Duna. 
En 2001 debido a la crisis argentina política y financiera, la planta cesa totalmente su producción.
Una vez finalizada la crisis, en el segundo semestre de 2007 se pone a punto la planta que en 2008 se recupera la producción con la cuarta generación del Fiat Siena y el nuevo Fiat Palio. 
En octubre de 2009 se alcanza la unidad 2.000.000 producida en Argentina.

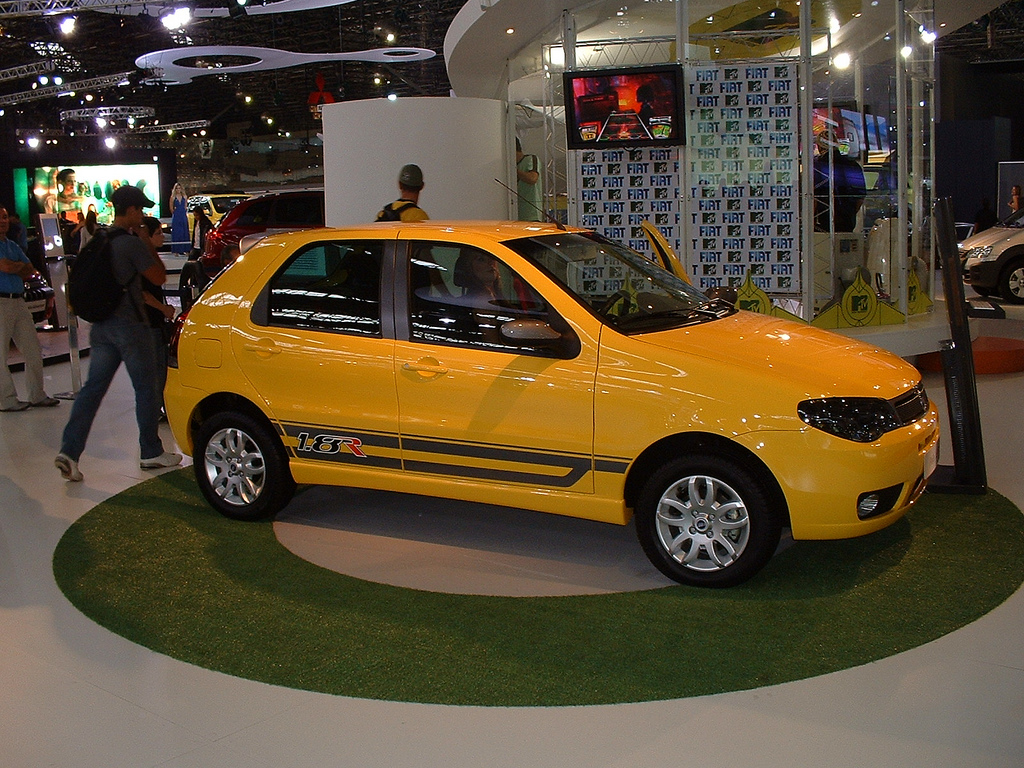
Fiat Palio.

En 2012 lanza el Proyecto 326, con apoyo de fondos del Bicentenario. El resultado fue un nuevo auto el nuevo Palio, de una generación más avanzada que el Palio Fire. Con motor Fire Evo 1.4 para el mercado argentino y otros mercados latinoamericanos. También con variantes 1.0 Flex y 1.4 Flex para el mercado brasileño.
El 5 de abril de 2016, el CEO de Fiat, anunció una inversión de 500 millones de dólares para su planta ubicada en provincia de Córdoba y la fabricación de un nuevo modelo.
Sobre el nuevo modelo sólo se informó que se llama internamente Proyecto X6S, y que se lanzará durante la segunda mitad de 2017.

## Unidades
- Chapisteria: 28.000 m² cubiertos en dos plantas.

- Pintura: tres plantas con una superficie cubierta de 28.500 m². Es una unidad altamente robotizada. Sólo el consumo de esta unidad es de 6600 kW.

- Montaje.

## Medio Ambiente
Para cumplir los requisitos medioambientales de Fiat Group se construyó una planta de tratamiento de aguas residuales con una superficie de 15600 m² y una capacidad de 8.000.000 de litros. Su construcción demandó más de 1.5 millones de dólares estadounidenses de la época. Posteriormente se ha añadido una superficie de 10.000 m² para gestionar los productos de desecho, donde se ha instalado una planta de ultrafiltración oleosa.

## Producción
En la planta de Córdoba se fabrican actualmente los siguientes vehículos:
- Fiat Cronos (2018)